# (35377) 1997 WN2
1997 WN2 (asteroide 35377) é um asteroide da cintura principal. Possui uma excentricidade de 0.17238240 e uma inclinação de 1.72155º.
Este asteroide foi descoberto no dia 23 de novembro de 1997 por Takao Kobayashi em Oizumi.